# 대한민국 제7대 대통령 선거 민주공화당 후보 선출
대한민국 제7대 대통령 선거 민주공화당 후보 선출은 제3공화국의 집권 여당이었던 민주공화당이 제7대 대통령 선거를 위해 후보를 지명한 것을 말한다. 박정희 대통령은 본디 두 번까지만 대통령을 맡을 수 있었으나, 삼선 개헌을 통과시키고 재출마하게 됐다.

## 개요
1971년 3월 16일 열린 민주공화당 임시 당무회의는 박정희 대통령을 제7대 대통령 후보로 추천하였다. 이에 따라 민주공화당은 다음 날인 3월 17일 대의원 2,045명 중 2,025명이 참석한 가운데 전당대회를 개최하고 박정희 대통령을 제7대 대선 후보로 만장일치로 추대하였다.
대회가 열린 장충체육관 정문 앞에는 대형 지구 모양 구조물이 세워지고 박정희 초상화가 걸렸으며, 대회장 안은 오색 테이프 장식와 갖가지 슬로건이 쓰여진 플래카드로 장식되었다. 무대 위에서는 국립교향악단과 당원 합창단이 축제의 분위기를 돋구었다. 이같이 맘모스 급의 대규모 행사를 앞두고 민주공화당은 혼란을 우려해 대회 전날 오후와 당일 아침 8시 두 번에 걸쳐 리허설까지 진행해야 했다.
전당대회는 오전 9시에 개회되었으며, 부총재제 신설, 중앙위원회 및 시도지부 제도 부활 등을 골자로 한 당헌 개정안, 백남억 당 의장 임명 동의안 등을 통과시켰다. 당 총재인 박정희 대통령은 10시 20분 미리 녹음된 황소 울음 소리가 장내에 울려퍼지는 가운데 대회장에 입장하였다. 이후 백남억 당 의장이 당무회의의 결정에 따라 박정희 대통령을 후보로 추대해줄 것을 요청하는 후보 지명 동의 연설을 하였으며, 대의원들은 박수로써 이를 만장일치로 동의하였다. 박정희 대통령은 곧바로 후보 수락 연설을 하고 통일 과업 매진과 경제 발전 균형화를 다짐하였다. 전당대회는 이후 선거 공약 및 당원 결의문 등을 발표하고 11시 20분 다시 틀어진 황소 울음 소리와 함께 폐막하였다.

## 같이 보기
- 대한민국 제7대 대통령 선거